# Ентони Паркер (амерички кошаркаш)
Ентони Паркер (енгл. Anthony Michael Parker; Нејпервил, Илиноис, 19. јун 1975) је бивши амерички кошаркаш. Играо је на позицијама бека и крила.

## Биографија
Од 1993. до 1997. кошарком се бавио на Универзитету Бредли у екипи Бредли брејвса. Добре игре у том тиму донеле су му 1996. године признање за најбољег играча Мисури Вели конференције (MVC). На НБА драфту 1997. изабран је у првој рунди као укупно 21. пик од стране Њу Џерзи нетса. Међутим, одмах је трејдован Филаделфија севентисиксерсима у чијем дресу је провео две сезоне обележене бројним повредама. Пред почетак сезоне 1999/00. прослеђен је Орландо меџику, али је одатле отпуштен у јануару 2000. Крај те сезоне дочекао је у нижелигашкој америчкој екипи Квод Сити тандер.
Године 2000. започео је свој први боравак у Макабију из Тел Авива који је трајао две сезоне. Са Макабијем је у том периоду дошао до сва 4 домаћа трофеја, а у сезони 2000/01. заокружио је триплу круну освајањем ФИБА Супролиге. У јануару 2003. потписао је за италијанску Виртус Рому, али већ пола године касније вратио се у Макаби на још три сезоне. Понос Израела је у прве две сезоне по повратку Паркера поново освајао трипле круне, док је у трећој остао само на домаћим титулама, будући да је у финалу Евролиге 2005/06. поражен од стране московског ЦСКА. За изузетну игру приказану у Евролиги Паркер је завредео бројне награде. По два пута (сез. 2003/04. и 2004/05.) биран је за најкориснијег играча регуларног дела такмичења и члана прве петорке идеалног тима, а једном је био и МВП завршног турнира (сез. 2003/04.). Године 2008. уврштен је у престижни избор 50 особа које су највише допринеле Евролиги, а две године касније нашао је своје место и у идеалном тиму овог такмичења за претходну деценију.
Захваљујући сјајној игри у Европи дошао је до прилике да поново заигра у НБА лиги и у јулу 2006. потписао је трогодишњи уговор са Торонто репторсима. Одмах се усталио на месту стартног бека Репторса и био је део састава који је 2007. изборио прву титулу првака дивизије у историји франшизе. У јулу 2009. прешао је у Кливленд кавалирсе у којима је такође провео три сезоне и био редовни члан стартне поставе.
27. јуна 2012. Паркер је обзнанио одлуку о окончању професионалне кошаркашке каријере.

## Успеси

### Клупски
- Макаби Тел Авив:
  - Првенство Израела (5): 2000/01, 2001/02, 2003/04, 2004/05, 2005/06.
  - Куп Израела (5): 2001, 2002, 2004, 2005, 2006.
  - Евролига (3): 2000/01, 2003/04, 2004/05.
  - Трипла круна (3): 2000/01, 2003/04, 2004/05.

### Појединачни
- 50 особа које су највише допринеле Евролиги
- Идеални тим Евролиге - деценија 2001–2010
- Најкориснији играч Евролиге (2): 2004/05, 2005/06.
- Најкориснији играч Фајнал фора Евролиге (1): 2003/04.
- Идеални тим Евролиге - прва постава (2): 2004/05, 2005/06.
- Најкориснији играч Првенства Израела (1): 2003/04.
- Најкориснији играч кола Евролиге (7): 2004/05. (5), 2005/06. (2)
- Најкориснији играч месеца Евролиге (1): 2004/05. (1)